# Borgele

Borgele, een buurt in de wijk Borgele en Platvoet, gemeente Deventer

Borgele was een boerschap en een marke ten noorden van de stad Deventer, in het schoutambt Kolmenschate. Tegenwoordig is het een buurt en deel van een wijk van deze plaats.
In 1457 werd Huis Borgele voor het eerste genoemd als leengoed van de proosdij van Sint Lebuinus. Deze havezate stond centraal in de gelijknamige boerschap (Borgelo). Na de verkoop van de percelen in 1851, verviel het huis en brandde het in 1869 af. Tot 1960 behoorde de buurtschap Borgele bij de gemeente Diepenveen. In dat jaar werd het vanwege de noodzaak van stadsuitbreiding met nieuwe woonwijken samen met Platvoet en Keizerslanden bij de gemeente Deventer gevoegd.
Borgele vormt samen met Platvoet de Deventerse wijk Borgele-Platvoet, waar ruim 5000 inwoners huisvesting vinden.